# Матвеевский сельский совет (Весёловский район)
Матвеевский сельский совет (укр. Матвіївська сільська рада) — входит в состав
Весёловского района
Запорожской области
Украины.
Административный центр сельского совета находится в 
с. Матвеевка.

## История
- 1842 — дата образования.

## Населённые пункты совета
- с. Матвеевка
- с. Восход